# Nói albinói
Nói albinói är en isländsk film från 2003 skriven och regisserad av Dagur Kári.

## Handling
Filmen utspelar sig i ett litet samhälle i nordvästra Island. Filmens huvudperson är 17 år gamla Nói som drömmer om att leva någonstans mer exotiskt. Nói har en hög intelligens, men känner sig inte tillfreds med sitt liv. Eftersom han lider av Alopecia totalis, som är en sjukdom som innebär att man förlorar allt hår på huvudet, skiljer sig hans utseende från de övriga i samhället. När han skolkar från skolan och ställer en bandspelare på skolbänken i stället kräver skolans rektor att han ska bli relegerad. Nói lämnar då istället skolan frivilligt. När en ny attraktiv kvinnlig expedit börjar jobba på det lokala kaféet blir det en ny ljuspunkt för Nói. När nolläget i samhället sedan bryts lämnas ingen oberörd.